# クリスマス・ラブ (涙のあとには白い雪が降る)
「クリスマス・ラブ (涙のあとには白い雪が降る)」（クリスマスラブ なみだのあとにはしろいゆきがふる）は、サザンオールスターズの楽曲。自身の34作目のシングルとして、タイシタレーベルから8cmCD・カセットテープで1993年11月20日に発売された。
1998年2月11日にも8cmCDとして、2005年6月25日には12cmCDで再発売されている。2014年12月17日からはダウンロード配信、2019年12月20日からはストリーミング配信が開始されている。

## 背景・制作
サザンオールスターズのシングル表題曲としては、初となるクリスマスを意識した作品になっている。
本作も引き続きベースの関口和之が休養中のため、記名のみでレコーディングには不参加である。そのため本作では「クリスマス・ラブ」は根岸孝旨がサポートメンバーとして参加、「ゆけ!! 力道山」はミュージックシーケンサーによる打ち込みでベースを収録している。
小林武史とのタッグはサザンでは本曲が最後となる。以降は桑田が他のバンドメンバーではなく小林に頼りすぎてしまう状態を危惧したため（後に小林のことを冗談混じりに「あいつは危ないヤツだとわかった」と語っている）、活動再開後はセルフプロデュースへ戻り、桑田ソロにおいても後に発売されたアルバム『孤独の太陽』ではキーボードとしての参加のみとなる等、小林との関わりは少なくなる。
サザンとしては本作を最後に1985年以来2度目の活動休止となり、1995年の「マンピーのG★SPOT」まで約1年半の間、桑田佳祐のみソロ活動に入る。

## 収録曲
- 収録時間：9:51

1. クリスマス・ラブ (涙のあとには白い雪が降る) (5:51)
（作詞・作曲：桑田佳祐　編曲：小林武史 & サザンオールスターズ）
丸井「'93 ○|のクリスマス」キャンペーンCMソング。
レコーディングエンジニアなどの話によると、桑田はこの曲に対して「現代（制作当時）のレコーディング技術を使ってフィル・スペクターをやりたい」という意向で制作をしたが、苦労した後、「できないんだ!」という結論でレコーディングが終わったことが語られている[8][9]。
2. ゆけ!! 力道山 (4:02)
（作詞・作曲：桑田佳祐　英語補作詞：Tommy Snyder　編曲：小林武史 & サザンオールスターズ）
ファンクのバックアレンジに仕上がっており[10]、力道山ほか、昭和30年代から40年代に活躍した日米のプロレスラーの実名やプロレスの技名が登場する。
ホーン・セクションが奏でるリフはリトル・フィートの「スパニッシュ・ムーン」である [11]。
桑田は本楽曲について、サザンで5本の指に入るほど好きな曲と述べている[12]。

## 参加ミュージシャン
- 桑田佳祐:Vocal, Guitar(#1,2)
- 大森隆志:Guitar(#1,2)
- 原由子:Keyboards(#1,2)、Chorus(#1)
- 関口和之:Bass
- 松田弘:Drums(#1,2)、Chorus(#2)
- 野沢秀行:Percussion(#1,2)

- クリスマス・ラブ (涙のあとには白い雪が降る)
  - 小林武史:Keyboards
  - 角谷仁宣:Computer Operation
  - 根岸孝旨:Bass
  - 村田陽一:Trombone, Euphonium
  - 大倉滋夫:Trumpet
  - 佐藤潔:Tuba
- ゆけ!! 力道山
  - 小林武史:Keyboards
  - 角谷仁宣:Computer Operation
  - 山本拓夫:Sax
  - 荒木敏男:Trumpet

## 収録アルバム
| 曲名                                        | 作品名                          | 備考                             |
| ------------------------------------------- | ------------------------------- | -------------------------------- |
| クリスマス・ラブ (涙のあとには白い雪が降る) | HAPPY!                          | 数量限定商品のため、現在は廃盤。 |
| クリスマス・ラブ (涙のあとには白い雪が降る) | バラッド3 〜the album of LOVE〜 |                                  |
| ゆけ!! 力道山                               | HAPPY!                          | 数量限定商品のため、現在は廃盤。 |

## ミュージック・ビデオ収録作品
| 曲名                                        | 作品名                                      | 備考                       |
| ------------------------------------------- | ------------------------------------------- | -------------------------- |
| クリスマス・ラブ (涙のあとには白い雪が降る) | SPACE MOSA 〜SPACE MUSEUM OF SOUTHERN ART〜 | 一部のみ収録。現在は廃盤。 |
| ゆけ!! 力道山                               | 未収録                                      |                            |

## ライブ映像作品
| 曲名                                        | 作品名                                                                                            |
| ------------------------------------------- | ------------------------------------------------------------------------------------------------- |
| クリスマス・ラブ (涙のあとには白い雪が降る) | 未収録                                                                                            |
| ゆけ!! 力道山                               | ホタル・カリフォルニア                                                                            |
| ゆけ!! 力道山                               | LIVE TOUR 2019 “キミは見てくれが悪いんだから、アホ丸出しでマイクを握ってろ!!” だと!? ふざけるな!! |